# Markus Kissling
Markus Kissling (* 1959 in Wolfwil, Schweiz) ist ein Schweizer Schauspieler, Künstler sowie Kultur- und Sozialunternehmer.

## Leben
Nach einer Schauspielausbildung an der Hochschule der Künste in Bern, spielte Kissling an  Theatern und in deutschen und internationalen Film- und Fernsehproduktionen.
Anfang der 1990er Jahre kehrte Kissling herkömmlichen Stadttheater-Formen den Rücken. Unter dem Namen „Einhorn“ (später Einhorn/Jednorozec) realisierte er drei  partizipative Theaterarbeiten. Dabei entwickelten vorwiegend Laien gemeinsam mit professionellen Künstlern aus unterschiedlichen Ländern über lange Zeiträume interdisziplinäre und partizipative Theaterspektakel mit Gesamtkunstwerkcharakter. Die Präsidenten Richard von Weizsäcker und Roman Herzog in Deutschland und Václav Havel in Tschechien äusserten sich positiv zu den Ergebnissen.
Aufbauend auf der Erfahrung und dem Mitarbeiterstamm dieser Projekte gründete Kissling 1998 „SPACEWALK“, eine Mischung aus Sozialunternehmen und interdisziplinärem Kollektiv aus Künstlern, Wissenschaftlern und Pädagogen. Unter Anwendung von kreativen und künstlerischen Techniken wurden Lösungen erarbeitet zum Training für arbeitslose Jugendliche in Zürich oder für Stadtentwicklung in sozialen Brennpunkten oder Regionen die unter einem massiven Bevölkerungsschwund zu leiden hatten („Wege ins Zentrum“ in Wolfsburg-Westhagen, „Forster Tuch“).
Seit 2006 bezieht Kissling zunehmend neue Medien in seine Arbeit mit ein. Er hält Vorträge und lehrt zu den Themen Bürgerbeteiligung, Soziokultur, und Kreativität in Deutschland und der Schweiz.

## Werk
In Werk und Entwicklung bezieht sich Kissling vom theoretischen Ansatz ebenso auf Joseph Beuys („Jeder ist ein Künstler“) und dessen Begriff der Sozialen Plastik wie auf die Vertreter der Soziokultur Hermann Glaser und Hilmar Hoffmann (Kultur für alle), wie auch auf die Spieltheorie von Friedrich von Schiller.
Allen Projekten gemeinsam ist der partizipative Charakter. Jeder Bürger ist eingeladen an ihnen teilzunehmen. Jedes von ihnen sucht einen sozial messbaren Nutzen und Effekt. Darin sind sie vergleichbar mit Arbeiten des The Living Theater, von Augusto Boal oder auch von Christoph Schlingensief.

## Projekte
- 1993–1994: Projekt Einhorn: Die Geschichte von Melu
- 1994–1995: Projekt Einhorn: Die Reise zum Turm
- 1996–1997: Projekt Einhorn/Jednorozec: Grenzreise
- 1998–2008: SPACEWALK - Job und Videotraining (ab 2002 als Szenario)
- 2000–2002: Wege ins Zentrum, Wolfsburg-Westhagen
- 2003–2004: Das Forster Tuch
- 2008–2009: Livingzurich.tv

## Filmografie
- 1982: Das Kuckucksnest (Fernsehfilm)
- 1984: Der Callboy
- 1985: André schafft sie alle
- 1986: Die Wicherts von nebenan (Fernsehserie)
- 1985: Die Spielregeln
- 1986: Die Reise zur Südsee
- 1987: Kleines Fernsehspiel, Destination Zero (Fernsehfilm)
- 1987: Der blaue Ritter
- 1988: Sketsch-Hotel (Fernsehfilm)
- 1989: Rivalen der Rennbahn (Fernsehserie)
- 1989: Tatort – Der Pott (Fernsehreihe)
- 1989: Der Hüter (Kurzfilm)
- 1990: Die Architekten
- 1992: Shining Through
- 1993: Auf eigene Gefahr, Alte Feindschaft (Fernsehfilm)

## Bibliografie
- Kunst als Trainingsraum. In: Birgit Mandel (Hrsg.): Kulturvermittlung - zwischen kultureller Bildung und Kulturmarketing. Transcript Verlag, 2005, ISBN 3-89942-399-2, S. 244ff.
- Eine Methode schafft Räume. In: Birgit Mandel (Hrsg.): Die neuen Kulturunternehmer. Transcript Verlag, 2007, ISBN 978-3-89942-653-3.
- Jeder Mensch ein Künstler. In: Birgit Mandel (Hrsg.): Wer ist die Kunst. Kerber, 2006, ISBN 3-938025-65-4.
- Kunst macht das Leben interessanter als die Kunst. In: Sozialdepartement Stadt Zürich (Hrsg.): Zukunftsfähige Soziokultur. Zürich 2008, ISBN 3-03301405-4.